# USS Richmond (CL-9)
Pour les autres navires du même nom, voir USS Richmond.
L'USS Richmond (CL-9) est un croiseur léger de classe Omaha construit pour l'United States Navy au début des années 1920. Le croiseur léger est le troisième navire de l'US Navy à avoir porté le nom de la capitale de l'État de Virginie, qui fut également durant la guerre de Sécession la capitale des États confédérés d'Amérique.
Le Richmond est mis sur cale aux chantiers de la compagnie William Cramp & Sons de Philadelphie (Pennsylvanie) le 16 février 1920, il est lancé le 29 septembre 1921 et admis au service actif le 2 juillet 1923.

## Historique

### Entre-deux-guerres

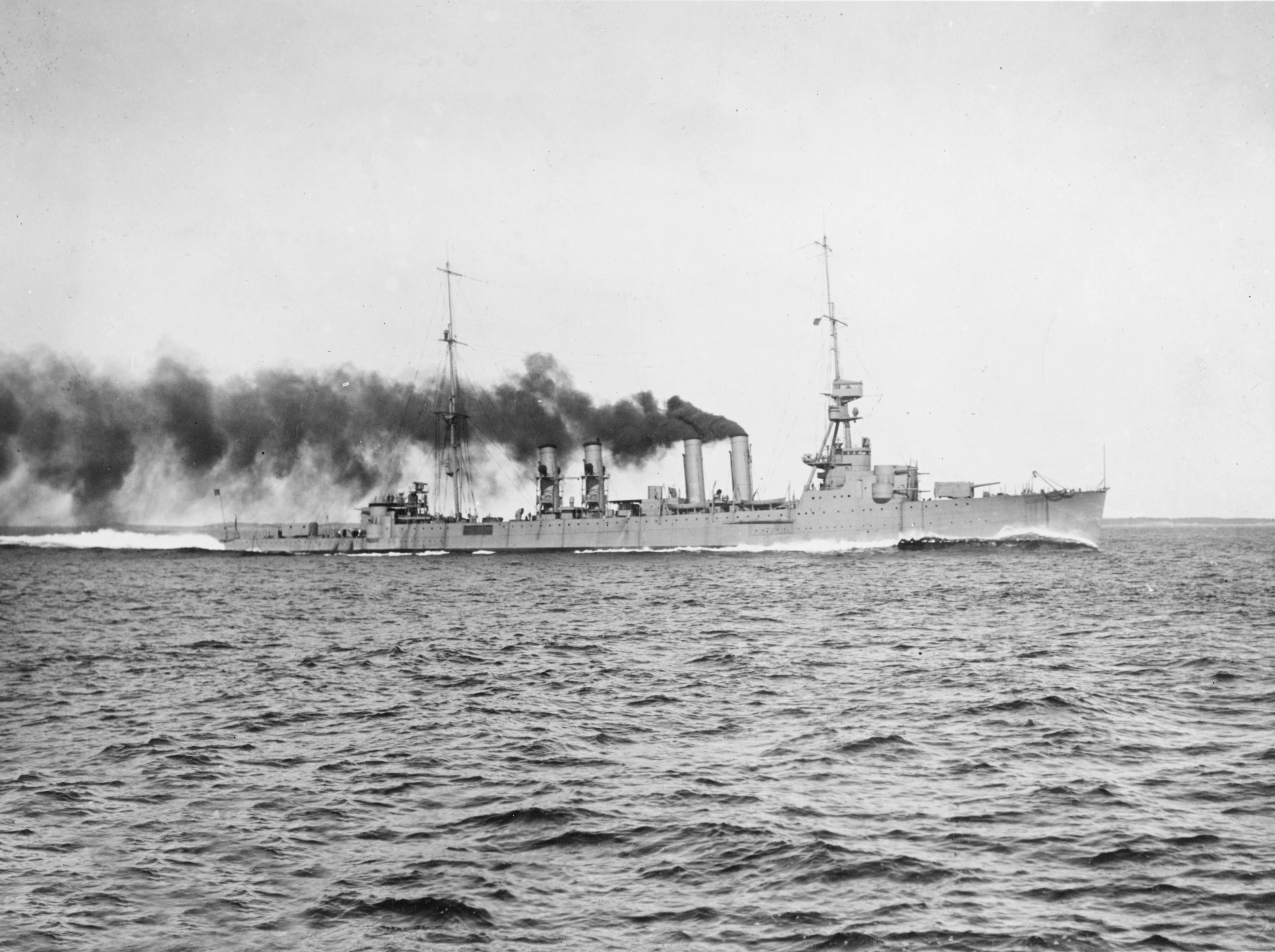
Le Richmond en 1923 lors d'essais à grande vitesse.

Après son admission au service actif, le Richmond réalisa une croisière de mise en condition de trois mois qui l'amena en Europe, en Afrique et en Amérique du Sud. Il resta ensuite immobilisé pour travaux jusqu'en décembre avant de devenir navire amiral de la Scouting Force jusqu'à la fin de 1923.
Il passa les premiers mois de l'année 1924 dans les Caraïbes, participant à Fleet Problem III avant de rester dans la région pour mener des missions de présence. Le 19 janvier, il arriva vers Veracruz où il secourut des survivants du Tacoma, échoué sur le récif de l'île de la Blanquilla. Le 26 janvier, il se dirigea vers Galveston, avant de retourner au Mexique le 3 février pour évacuer les réfugiés de Puerto Mexico vers Veracruz. Le 17 février, il fit route vers l'est et participa au large de Porto Rico.
En mai, le Richmond retourna brièvement à La Nouvelle-Orléans tout en continuant d'autres exercices au large de la côte nord-est. En juillet, il servit de navire stationnaire pour couvrir le tour du monde mené par des avions de l'armée de terre (Douglas World Cruiser) avant de passer les trois derniers mois de l'année en carénage à l'arsenal de New York.

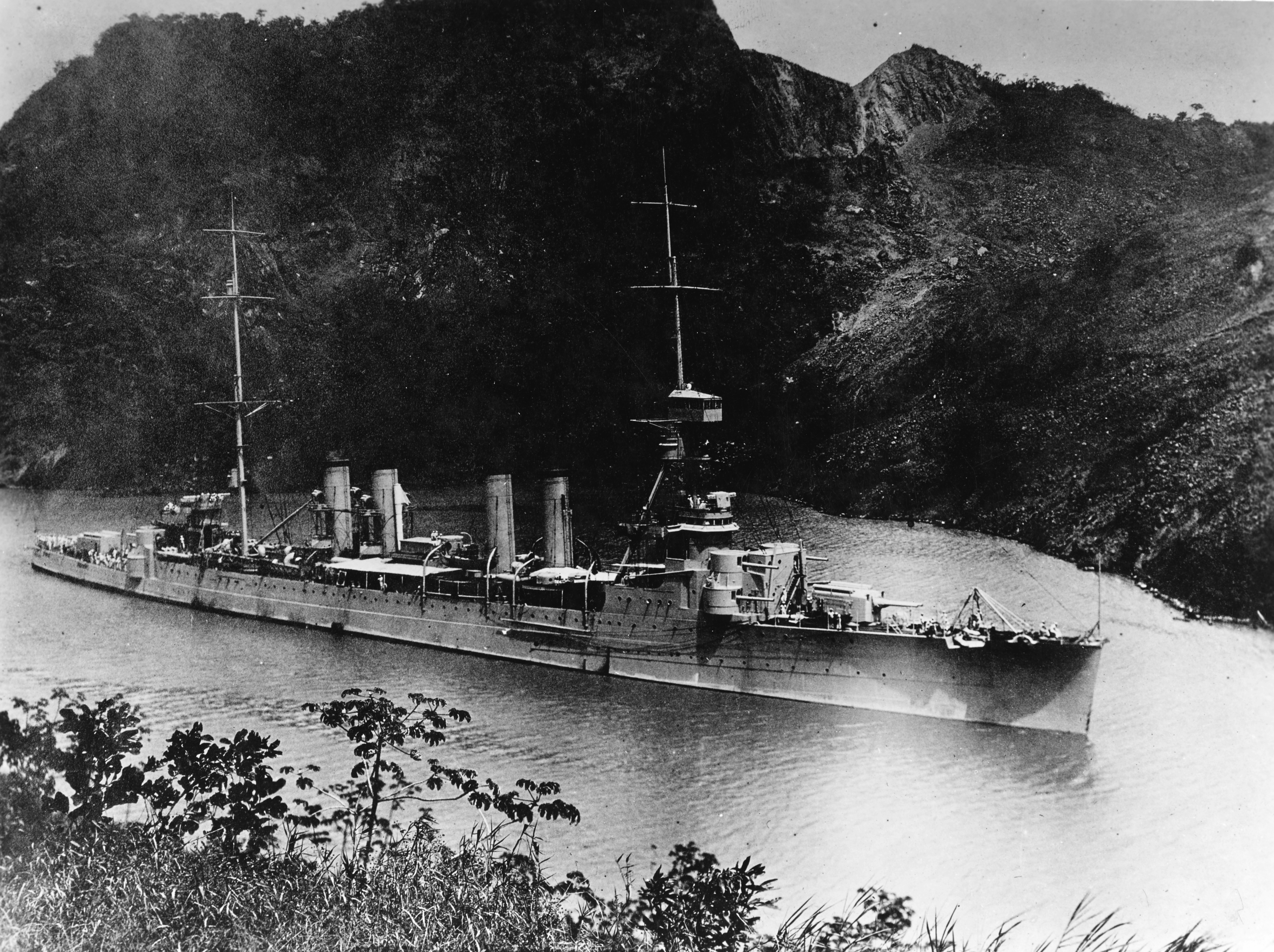
Le Richmond franchissant le canal de Panama en février 1925.

En janvier 1925, alors navire amiral des croiseurs de la Scouting Fleet, il participa à des exercices dans les Caraïbes avant de passer dans le Pacifique jusqu'en novembre, manœuvrant au large de la Californie et d'Hawaï avant de participer à la croisière de la Battle Fleet en Australie et en Nouvelle-Zélande. Il passa l'année 1926 dans les Caraïbes.
Le 1er février 1927, le croiseur léger franchit une nouvelle fois le canal de Panama, participant à des exercices dans les eaux hawaïennes avant de continuer sa route jusqu'en Chine, arrivant à Shanghai le 3 avril 1927. Il resta près d'un an en Chine avec de fréquentes escales aux Philippines pour exercices et réparations diverses. De retour en Californie à la mi-avril 1928, il gagna en juillet l'Amérique Centrale, débarquant au Nicaragua avant de franchir le canal de Panama une nouvelle fois le 25 juillet 1928. Il passa les six années suivantes dans l'Atlantique avec quelques incursions dans les Caraïbes et dans le Pacifique pour des exercices.
De septembre 1934 à décembre 1937, le Richmond opéra sur la côte ouest avec les autres unités de la Scouting Fleet avant de regagner la côte est en mai 1938. Trois mois plus tard, en août, il est de retour à San Diego, reprenant son rôle de navire amiral de la Force-sous-marine. À l'hiver 1939-40 et 1940, le croiseur retourna dans l'Atlantique pour des exercices destinés à ses sous-marins jusqu'en décembre 1940, date à laquelle il cessa d'être navire amiral de la Force.
En janvier 1941, le Richmond gagna Pearl Harbor et opéra dans les eaux hawaïennes jusqu'en octobre 1941, avant de revenir en Californie en novembre et d'entamer des patrouilles de neutralité le long de la côte ouest. Le 7 décembre 1941, il était en route pour Valparaíso (Chili).

### Seconde Guerre mondiale
Abandonnant les patrouilles de neutralité, le Richmond escorta à partir de 1942 plusieurs convois en direction des Galapagos et des îles de la Société tout en continuant ses patrouilles, notamment pour empêcher une éventuelle action contre le canal de Panama.
Après un carénage au Mare Island Naval Shipyard de San Francisco entre décembre 1942 et janvier 1943, le croiseur gagna les Aléoutiennes, devenant à son arrivée à Unalaska le 28 janvier 1943, navire amiral du Task Group 16.6 chargé de couvrir la nouvelle base d'Amchitka. Le 10 février, il échappa à une attaque aérienne japonaise, avant de participer au bombardement préliminaire sur l'île d'Attu et le 18, participa en compagnie du croiseur lourd Indianapolis et de quatre destroyers (TG 8.6 du Contre-amiral McMorris), au bombardement de Holtz Bay (en) et Chichagof Harbor (en) sur Attu. Cela allait provoquer la seule vraie bataille navale dans cette région, la bataille des îles Komandorski.
Le 26 mars 1943 à l'aube, dans le sud des îles Komandorski, le radar du croiseur Salt Lake City détecta des navires japonais sous le commandement de l'amiral Hosogaya. Ce dernier dispose des croiseurs Nachi, Maya, Abukuma et Tama; les destroyers Hatsushimo, Ikazuchi, Inazuma et Wakaba et les transports Asaka Maru et Sakito Maru (en). Les américains de l'amiral McMorris alignent le croiseur lourd Salt Lake City, le croiseur léger Richmond et les destroyers Bailey, Coghlan, Dale et Monaghan.
Le feu est ouvert à environ 12 000 mètres. Le Nachi est touché par le Richmond et est avarié, mais ce dernier qui tente d'atteindre les transports doit faire face au Tama. Le Salt Lake City, — dont un hydravion est incendié sur sa catapulte — découvrant l'infériorité de sa formation face aux Japonais, manœuvre sous le feu du Nachi et reçoit un coup direct qui cause un incendie. Au ralenti par l'une de ses machines noyée, il est couvert par un rideau de fumée des destroyers qui foncent sur les Japonais pour le sauver. Hosogaya, face à des problèmes de mazout et craignant l'intervention de l'aviation américaine, abandonne la partie et regagne les Kouriles. Une attaque à la torpille de trois destroyers américains tombe dans le vide. Le combat a duré trois heures, le Salt Lake City et le Bailey avariés rallient Dutch Harbor. Les Japonais renoncent à faire passer d'autres navires de surface aux Aléoutiennes qui sont ravitaillées par sous-marins.
Le 26 avril, le TG 8.6 bombarde Attu, cette force étant composée pour l'occasion du Detroit, du Richmond, du Santa Fe et de six destroyers. Pour éliminer cette menace potentielle sur les convois à destination de l'URSS, les Américains lancent le 11 mai l'opération Landcrab pour reprendre Attu et Kiska, débarquant 3 000 hommes du 17e régiment d'infanterie de la 7e division sur Attu. Un total de 12 000 hommes débarqués anéantissent 2 400 Japonais durant les 19 jours de bataille (11 mai - 30 mai 1943).
En août 1943, le Richmond participa à la reprise de Kiska en bombardant l'île. Mais lorsque les Américains débarquèrent le 15 août (29 000 hommes plus 5 300 canadiens), ils ne trouvèrent aucune trace des Japonais car l'île avait été évacuée par l'armée nippone le 27 juillet 1943 sans que les Américains ne soupçonnent quoi que ce soit.
Le Richmond quitta les Aléoutiennes le 24 août pour l'arsenal de Mare Island, où il subit un grand carénage avant de retourner en Alaska, effectuant des patrouilles dans la région des Aléoutiennes jusqu'à la fin de la guerre.
Le 11 juin 1945, la TF 92 du Contre-amiral John Brown Jr, formée du Richmond et du Trenton bombarde Matoua dans les Kouriles. Un mois plus tard, le 13 juillet, le croiseur participe à une mission de chasse anti-surface en compagnie du Concord et de cinq destroyers qui le mène jusqu'en mer d'Okhotsk, avant de bombarder Suribachi (Kouriles) le 21 juillet 1945. La dernière mission du Richmond est une autre mission de bombardement menée au sein de la TF 92 avec son sister-ship Concord et douze destroyers contre les installations japonaises sur l'île de Matoua, au cap Karabu et en baie de Suribachi. Dix chalutiers sont coulés au cours de ce raid.

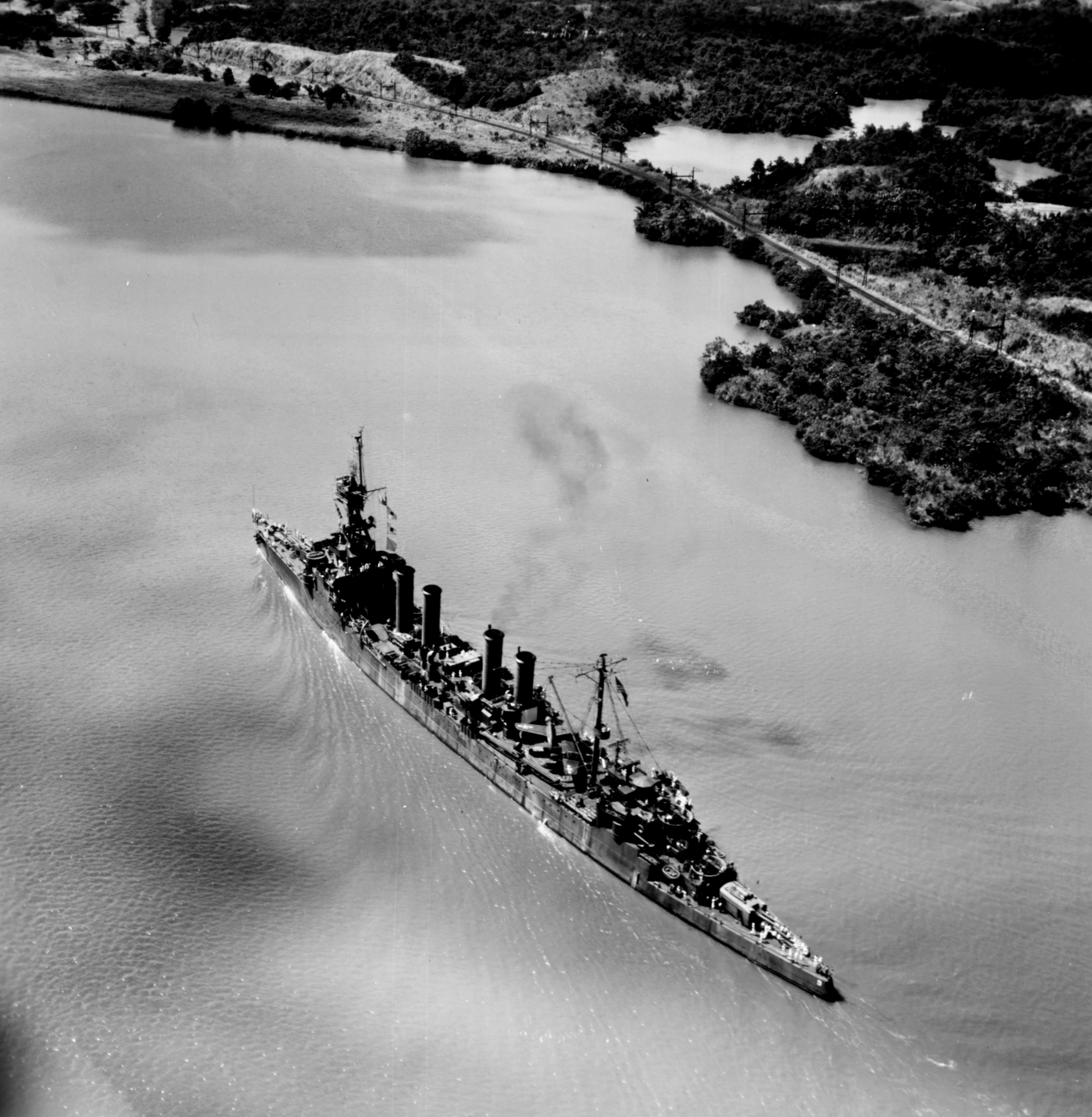
Le Richmond dans le lac Gatún le 11 octobre 1945.

Le conflit terminé, le Richmond couvrit la mise en place des forces d'occupation dans le nord du Japon jusqu'au 14 septembre 1945, date à laquelle il quitta le district de garde d'Ōminato direction Pearl Harbor pour un ravitaillement avant de poursuivre jusqu'à Philadelphie.
C'est dans son port de naissance qu'il fut désarmé le 21 décembre 1945, rayé du Naval Vessel Register le 21 janvier 1946 et vendu à la démolition le 18 décembre de la même année.

## Décorations
Le Richmond a reçu deux Battle stars pour son service dans la Seconde Guerre mondiale.